# Ofra Haza
Pour les articles homonymes, voir Haza (homonymie).
Ofra Haza (עפרה חזה, IPA [ʕafˈraː hazˈzaː]), née le 19 novembre 1957 à Tel Aviv et morte le 23 février 2000 à Ramat Gan, est une actrice et chanteuse israélienne.

## Biographie

### Jeunesse
Ofra Haza, de son vrai nom Bat-Sheva Ofra Haza, est née le 19 novembre 1957 dans le quartier d'Hatikva, à Tel Aviv. Elle est issue d’un milieu très modeste originaire du Yémen. Elle est la dernière d'une fratrie de neuf enfants (six sœurs et deux frères) d'Yefet et de Shoshana Haza. Sa famille a émigré en Israël dans le contexte de la crise au Proche-Orient.
À l’âge de 12 ans, elle fait ses premiers pas dans une troupe théâtrale locale. Son talent de chanteuse est repéré par le manager Bezalel Aloni qui organise beaucoup de productions autour d'elle et qui devient plus tard son mentor. À 19 ans, elle est la première star pop d'Israël, et les journalistes de la musique la décrivent rétrospectivement comme « la Madonna israélienne » ou « la Madonna de l'Est ».
Au même moment, elle termine son service militaire en 1979 et se lance dans une carrière solo sur la scène de la variété israélienne.

## Carrière
Ses premiers albums à l’instar de Shir Hashirim Besha'Ashum'Im (1978), Al Ahavot Shelanu (1980) et Bo Nedaber (1981) lui confèrent une popularité croissante et elle est désignée comme représentante de son pays lors du concours Eurovision de l’année 1983, où elle remporte la deuxième place avec sa chanson intitulée Chai (adaptée en français sous le titre « Va, va, va » et en allemand « Frei »).
Cet exploit dynamise sa reconnaissance musicale en Israël mais permet aussi d’étendre sa notoriété à l’étranger. Cependant, il faut attendre 1985 et l’alliance musicale entre des arrangements pop, de la musique traditionnelle et des chants religieux (textes du rabbin Shalom Shabazi du XVIIe siècle), sur l’album Yemenite Songs, pour assister à une véritable consécration internationale. À ce sujet, le titre Im Nin'alu conserve le sommet des palmarès musicaux occidentaux durant de longues semaines. Ofra Haza devient une habituée des plateaux de télévision. Suivent d’autres albums à vocation internationale à l’instar de Shaday et de Desert Wind, qui l’amènent à travailler aux États-Unis et a y effectuer des tournées de promotion.
Parmi ses plus célèbres collaborations, il convient de retenir sa contribution en 1987 au morceau Paid in Full du duo américain de hip-hop Eric B. & Rakim avec l'utilisation d'un échantillon de sa voix, sa participation au titre Temple of Love du groupe britannique The Sisters of Mercy(qui se classe notamment 3e au Royaume-Uni et 5e en Allemagne,) en 1992, et son duo, la même année, avec Iggy Pop, Daw Da Hiya qui est extrait de l'album Kirya, lequel obtient une nommination aux Grammy Awards. Elle travaille avec Lou Reed, participe au collectif d'artistes Peace Choir qui reprend Give Peace a Chance en 1991, et assure les chœurs de la chanson My Love Is for Real de Paula Abdul qui connait aussi le succès en 1995. On raconte qu’elle a refusé un duo avec Michael Jackson.
En 1994, elle marque son retour sur la scène israélienne avec l’album Kol Haneshama, au style plus traditionnel et composé de ballades. Une nouvelle consécration nationale lui est réservée ainsi qu’une notoriété jamais démentie. Elle est ainsi invitée par le Premier ministre Yitzhak Rabin afin de chanter lors de la cérémonie de l’octroi du prix Nobel de la paix ladite année. Par la suite, elle collabore également au projet des bandes musicales du dessin animé Le Prince d'Égypte, qu’elle a chanté en pas moins de 18 langues (portugais brésilien, tchèque, néerlandais, anglais, espagnol européen, portugais européen, finnois, français, allemand, grec, hébreu, hongrois, italien, espagnol latin, norvégien, polonais, slovaque et suédois) ainsi qu'au film The Governess.
À l'été 2021, le groupe d'EDM Anglo-Belge Gravity Noir édite une nouvelle version de la chanson Im Nin'alu. Les voix originales d'Ofra Haza ont été conservées et elle figure également dans le vidéoclip qui est un hommage à la chanteuse. Gravity Noir avec Ofra Haza, Im Nin Alu 2021, est officiellement sorti le 14 juillet 2021,. Le long métrage ANKH est ensuite sorti en 2022, dans lequel Ofra Haza peut être vue et entendue plusieurs fois dans des images d'archives.

## Événements
Le 3 février 1987, elle est propulsée malgré elle sous les projecteurs de l'actualité quand elle survit miraculeusement au crash d'un petit avion à la frontière israëlo-jordanienne, une date qu'elle célèbre par la suite comme une deuxième naissance.

## Vie privée
Le 15 juillet 1997, elle épouse le riche homme d'affaires Doron Ashkenazi. Le couple n'a pas d'enfants mais Doron Ashkenazi a un fils adoptif et une fille biologique issue de son précédent mariage.

## Mort

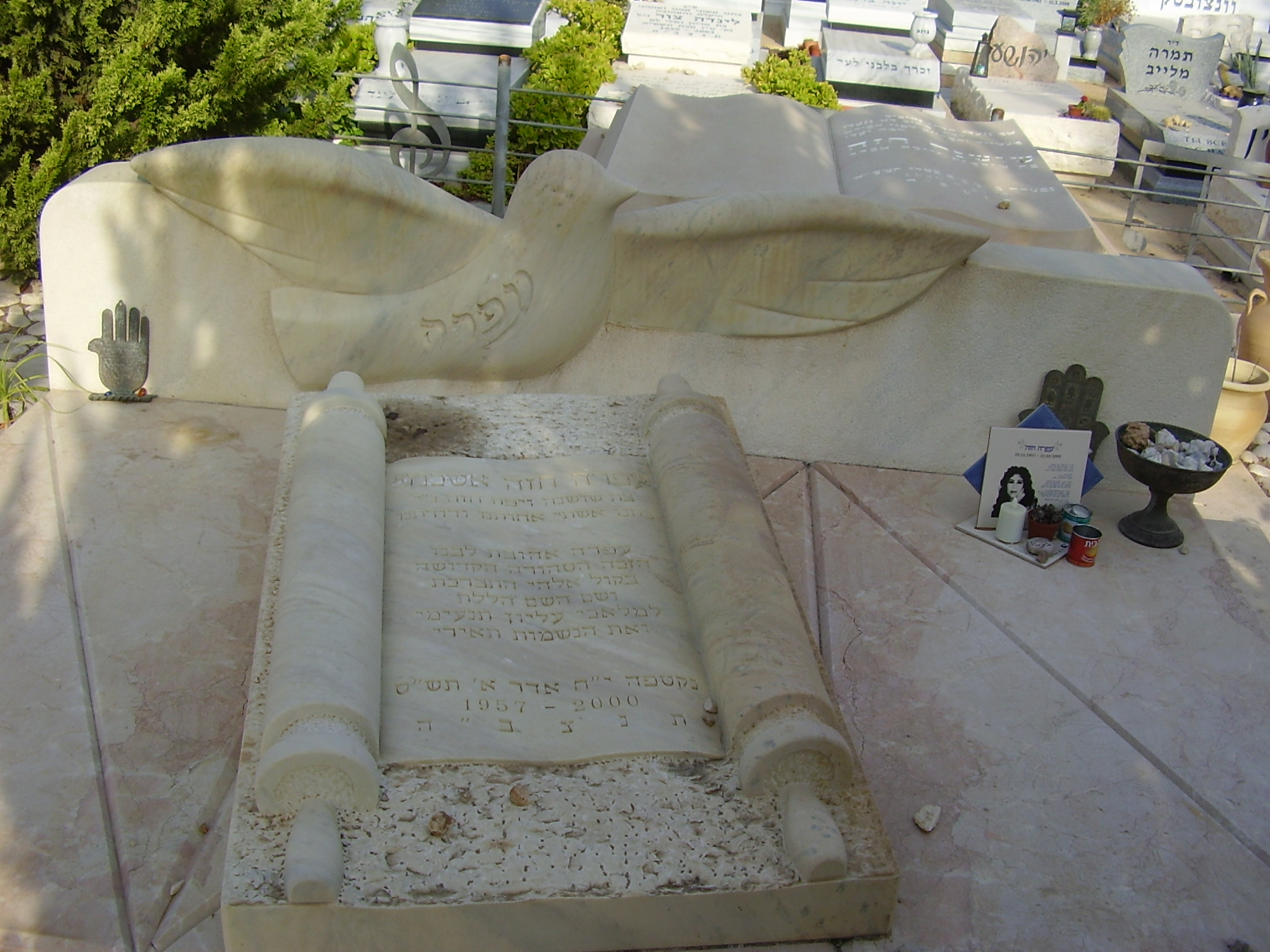
La tombe d'Ofra Haza au cimetière de Yarkon.

Le 23 février 2000, à Ramat Gan, Ofra Haza meurt à l'âge de 42 ans d'une pneumonie liée à des complications immunitaires par contraction du SIDA. Bien qu'elle soit séropositive, le grand quotidien national israélien Haaretz décide d'étouffer l'affaire quant aux causes exactes de son décès afin d'éviter la controverse en Israël.
Sa mort suscite un drame national, les stations de radio israéliennes organisent des rétrospectives sans fin autour de sa musique. Le Premier ministre Ehud Barak évoque son parcours, répétant de plateau en plateau qu'elle représente la « success story à l'israélienne » :

« Ofra Haza émergea des bidonvilles de Hatikvah pour atteindre le sommet de la culture israélienne. Elle nous a laissé une trace. »

Trois ans après son décès, les révélations sur sa maladie sont officielles et causent un mouvement de stupéfaction auprès de ses fans. Les médias télévisés rapportent alors que son mari, l'homme d'affaires Doron Ashkenazi, toxicomane, l'aurait lui-même contaminée. Le manager d'Ofra Haza, Bezalel Aloni, soutient cette version en écrivant dans son livre qu'Ofra Haza a contracté le SIDA à la suite de rapports avec son époux. Plus tard, il est révélé que son mari croit qu'elle a été infectée lors d'une transfusion sanguine reçue dans un hôpital en Turquie à la suite d'une fausse couche. Le 7 avril 2001, Doron Ashkenazi meurt d'une overdose de drogue, laissant une fille issue d'un premier mariage et son fils adoptif de 14 ans, Shai Ashkenazi.
Ofra Haza repose au cimetière de Yarkon, dans la section des artistes, à Petah Tikva, près de Tel Aviv.

## Discographie

### Albums avec le Shechunat Hatikvah Workshop Theatre
- 1974 : Ahava Rishona (Premier amour)
- 1976 : Vehutz Mizeh Hakol Beseder (Mis à part que tout va bien)
- 1977 : Atik Noshan (Ancien)

### Albums solo
- 1978 : Shir HaShirim Besha'ashu'im (Chant des chansons avec amusement)
- 1980 : Al Ahavot Shelanu (À propos de nos amours)
- 1981 : Bo Nedaber (Parlons)
- 1982 : Pituyim (Tentations)
- 1982 : Li-yeladim (Chanson pour enfants)
- 1983 : Hai (Vivante)
- 1983 : Shirei Moledet A (Shirei Moledet I)
- 1984 : Bayt Ham
- 1984 : Shirey Teyman (Chansons Yéménites ou Cinquante portes de la sagesse)
- 1985 : Yemenite Songs
- 1985 : Adamah
- 1985 : Shirey Moledet B (Shirei Moledet II)
- 1986 : Yamim Nishbarim
- 1987 : Album HaZahav (Album d'Or)
- 1987 : Shirey Moledet C (Shirei Moledet III)
- 1988 : Shaday
- 1988 : Yemenite Love
- 1989 : Desert Wind
- 1992 : Kirya
- 1993 : Oriental Nights
- 1994 : Kol Haneshama (Mon Âme)
- 1995 : Queen in Exile[n 1]
- 1995 : Star Gala
- 1997 : Ofra Haza
- 1998 : Ofra Haza At Montreux Jazz Festival[n 2]
- 2000 : Manginat Halev vol.1 (Mélodie du cœur vol.1)
- 2004 : Manginat Halev vol.2 (Mélodie du cœur vol.2)
- 2007 : The Remixes
- 2008 : Forever Ofra Haza – Her Greatest Songs Remixed

### Singles
| Année                                                            | Single                                  | Classement  | Classement | Classement | Classement | Classement | Classement | Classement | Classement | Classement | Classement | Classement | Classement | Classement | Albums          |
| Année                                                            | Single                                  | Royaume-Uni | Irlande    | Pays-Bas   | Belgique   | France     | Italie     | Allemagne  | Autriche   | Suisse     | Suède      | Norvège    | États-Unis | Turquie    | Albums          |
| ---------------------------------------------------------------- | --------------------------------------- | ----------- | ---------- | ---------- | ---------- | ---------- | ---------- | ---------- | ---------- | ---------- | ---------- | ---------- | ---------- | ---------- | --------------- |
| 1988                                                             | Galbi                                   | —           | —          | —          | —          | —          | 18         | —          | —          | —          | —          | —          | —          | —          | Shaday          |
| 1988                                                             | Im Nin'alu                              | 15          | 16         | 29         | 14         | 6          | 23         | 1          | 2          | 1          | 6          | 13         | 15         | —          | Shaday          |
| 1988                                                             | Galbi                                   | —           | —          | —          | —          | —          | —          | 20         | 19         | 21         | —          | —          | 15         | —          | Shaday          |
| 1988                                                             | Shaday                                  | —           | —          | —          | —          | —          | —          | —          | —          | —          | —          | —          | —          | —          | Shaday          |
| 1989                                                             | Eshal                                   | —           | —          | —          | —          | —          | 43         | —          | —          | —          | —          | —          | —          | —          | Shaday          |
| 1989                                                             | Wish Me Luck                            | —           | —          | —          | —          | —          | 22         | —          | —          | —          | —          | —          | —          | —          | Desert Wind     |
| 1989                                                             | I Want to Fly                           | —           | —          | —          | —          | —          | —          | —          | —          | —          | —          | —          | —          | —          | Desert Wind     |
| 1990                                                             | Ya Ba Ye                                | —           | —          | —          | —          | —          | —          | —          | —          | —          | —          | —          | 20         | —          | Desert Wind     |
| 1990                                                             | Fatamorgana                             | —           | —          | —          | —          | —          | —          | —          | —          | —          | —          | —          | —          | —          | Desert Wind     |
| 1991                                                             | Today I'll Pray (Oggi Un Dio Non Ho)    | —           | —          | —          | —          | —          | —          | —          | —          | —          | —          | —          | —          | —          | —               |
| 1992                                                             | Daw Da Hiya                             | —           | —          | —          | —          | —          | —          | —          | —          | —          | —          | —          | —          | —          | Kirya           |
| 1992                                                             | Innocent – A Requiem for Refugees       | —           | —          | —          | —          | —          | —          | —          | —          | —          | —          | —          | —          | —          | Kirya           |
| 1994                                                             | Elo Hi                                  | —           | —          | —          | —          | —          | —          | —          | —          | —          | —          | —          | —          | —          | La Reine Margot |
| 1995                                                             | Mata Hari                               | —           | —          | —          | —          | —          | —          | —          | —          | —          | —          | —          | —          | —          | —               |
| 1996                                                             | Love Song                               | —           | —          | —          | —          | —          | —          | —          | —          | —          | —          | —          | —          | —          | —               |
| 1997                                                             | Show Me                                 | —           | —          | —          | —          | —          | —          | —          | —          | —          | —          | —          | —          | —          | Ofra Haza       |
| 1998                                                             | Give Me A Sign                          | —           | —          | —          | —          | —          | —          | —          | —          | —          | —          | —          | —          | —          | Ofra Haza       |
| 2021                                                             | Im Nin Alu, Gravity Noir avec Ofra Haza | 7           | —          | —          | —          | —          | —          | —          | —          | —          | —          | —          | —          | 32         | ANKH            |
| "—" signifie que l'album n'est pas classé ou sorti dans le pays. |                                         |             |            |            |            |            |            |            |            |            |            |            |            |            | ANKH            |

### Bandes sonores
- 1988 : Colors de Dennis Hopper
- 1990 : Dick Tracy de Warren Beatty
- 1990 : L'Orchidée sauvage de Zalman King
- 1994 : La Reine Margot de Patrice Chéreau
- 1998 : Le Prince d'Égypte de Brenda Chapman,  Steve Hickner et Simon Wells
- 1998 : The Governess de Sandra Goldbacher
- 1999 : Le Roi et moi de Richard Rich[n 7]
- 2000 : American Psycho de Mary Harron
- 2022 : ANKH de Gravity Noir

## Galerie

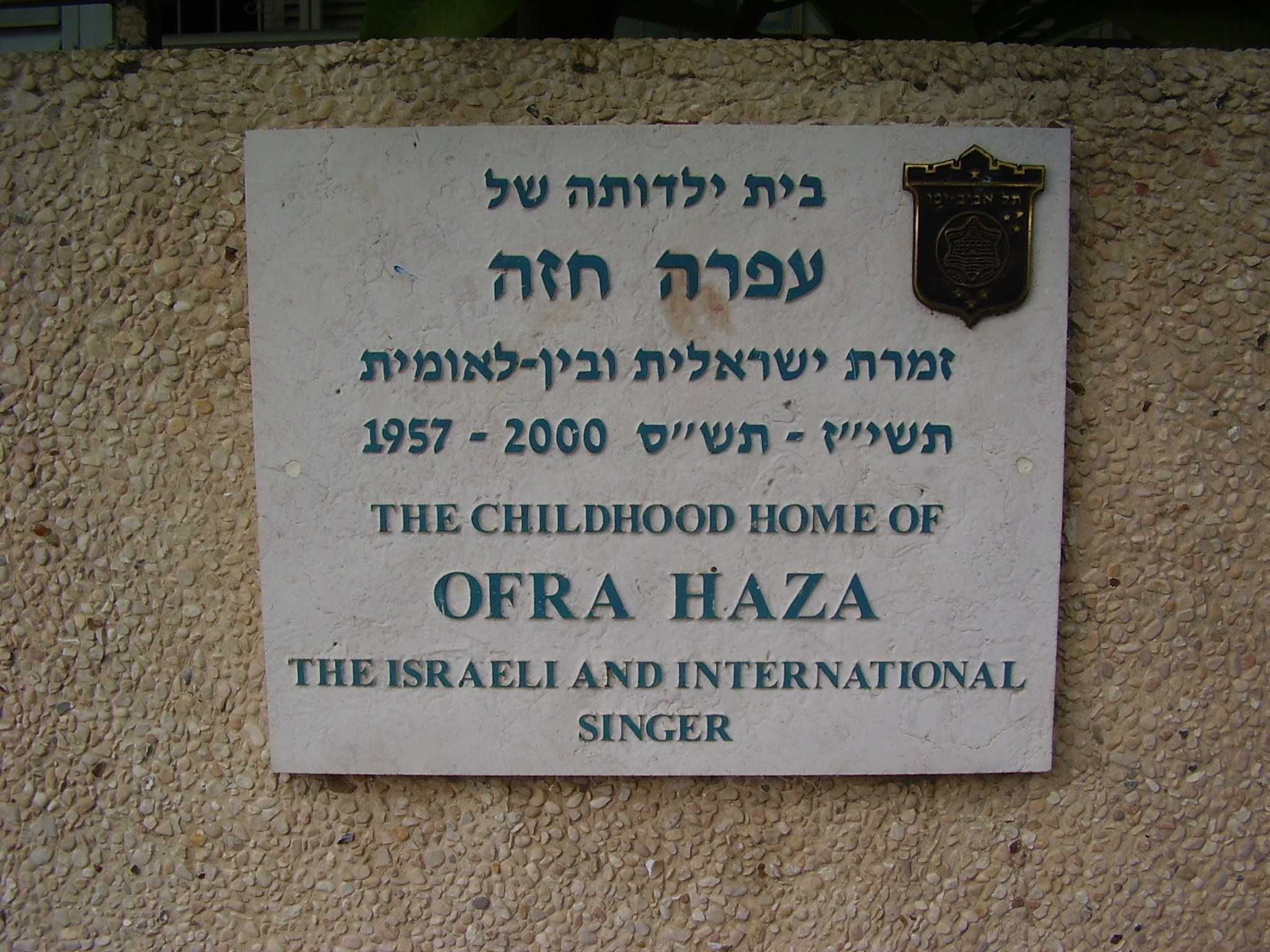
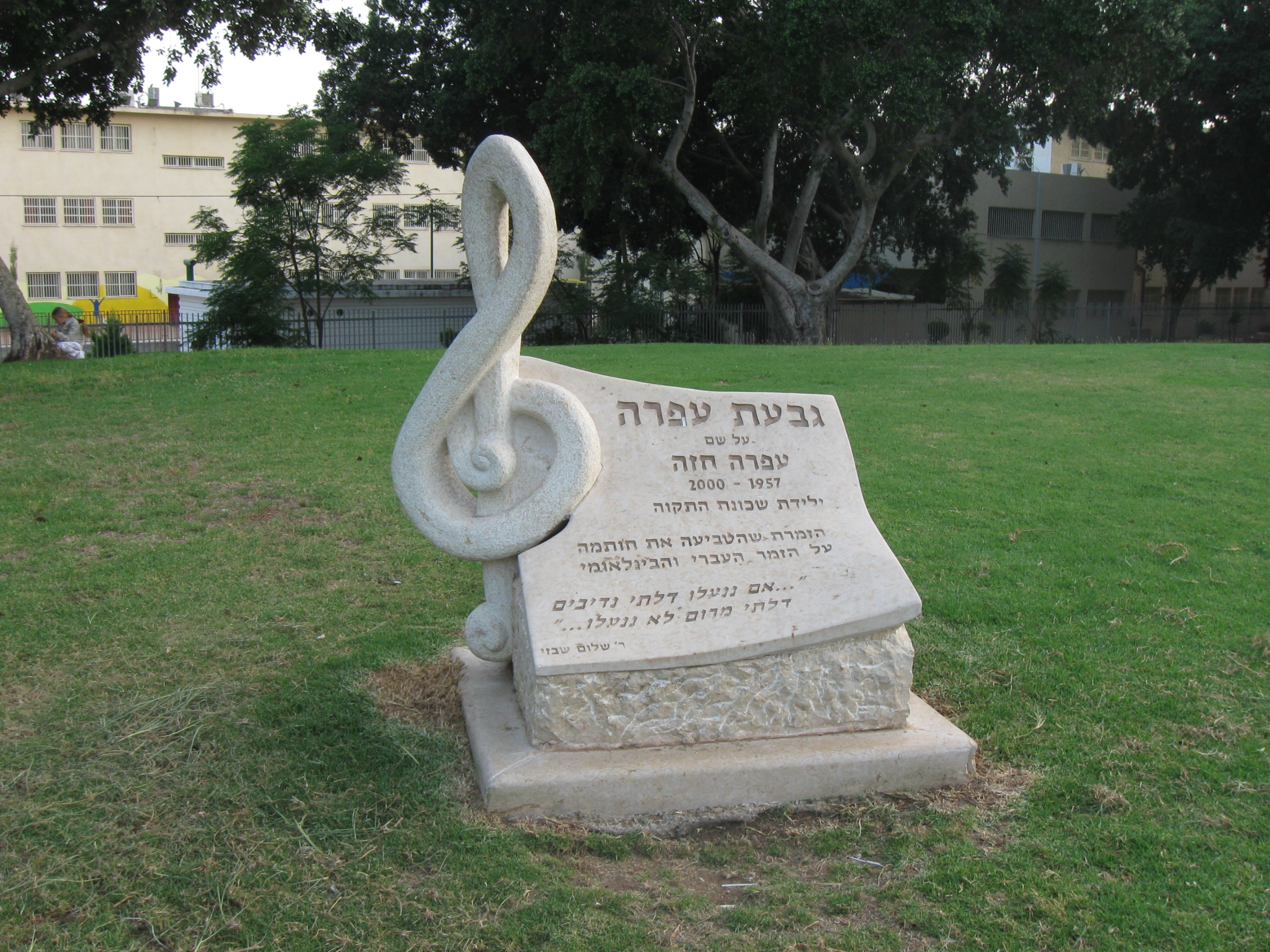